# 賈格迪什·巴格瓦蒂
賈格迪什·納特瓦爾拉·巴格瓦蒂（英語：Jagdish Natwarlal Bhagwati，1934年7月26日—）是一名印度裔美國經濟學家，是他那一代人中最有影響力的貿易理論家之一。他是哥倫比亞大學經濟學和法律的大學教授，也是美國外交關係協會的國際經濟學高級研究員。他對國際貿易理論和經濟發展做出了重大貢獻。
巴格瓦蒂被廣泛認為是1991年印度經濟改革的思想之父。他是美國學術界唯一一個在他還在大學任教時就有一個以他名字命名的教授。他是哥倫比亞大學僅有的10位擁有校级教授頭銜的學者之一。巴格瓦蒂獲得了多個著名獎項，包括旭日章、蓮花賜勳章 、弗蘭克·塞德曼政治經濟學傑出獎和瑞士自由獎。
2014年，《金融時報》稱他是「他那一代人中從未獲得過諾貝爾獎的最傑出的經濟學家之一」。包括諾貝爾經濟學獎得主保羅·克魯曼在內的其同行們都讚同這一觀點。「對我來說，關鍵的一點是，在賈格迪什把它說出來之前，人們根本不清楚貿易經濟中的扭曲與政策的關係。一旦他這樣做了，它就變得如此清晰，以至於很難相信必須有人來指出它。在我看來，這使得他的工作具有諾貝爾獎的價值。」